# Olympische Winterspiele 1980/Teilnehmer (Bulgarien)
| Gelbes Symbol für Goldmedaillen mit stilisierten Olympischen Ringen | Graues Symbol für Silbermedaillen mit stilisierten Olympischen Ringen | Braundes Symbol für Bronzemedaillen mit stilisierten Olympischen Ringen |
| ------------------------------------------------------------------- | --------------------------------------------------------------------- | ----------------------------------------------------------------------- |
| —                                                                   | —                                                                     | 1                                                                       |

Bulgarien nahm an den Olympischen Winterspielen 1980 in Lake Placid mit einer Delegation von 8 männlichen Athleten teil. Der alpine Skirennläufer Petar Popangelow wurde als Fahnenträger für die Eröffnungsfeier ausgewählt.

## Teilnehmer nach Sportarten

### Biathlon
Herren:
- Juri Mitew
10 km: 36. Platz
20 km: 40. Platz
- Wladimir Welitschkow
10 km: 34. Platz
20 km: 43. Platz

### Ski Alpin
Herren:
- Christo Angelow
Riesenslalom: 32. Platz
Slalom: 19. Platz
- Mitko Chadschiew
Riesenslalom: 31. Platz
Slalom: 21. Platz
- Petar Popangelow
Riesenslalom: 27. Platz
Slalom: 6. Platz
- Ljudmil Tontschew
Riesenslalom: 30. Platz
Slalom: 17. Platz

### Ski Nordisch

#### Langlauf
Herren:
- Christo Barsanow
15 km: 38. Platz
30 km: 23. Platz
- Iwan Lebanow
15 km: 15. Platz
30 km: